# Tropidophorus perplexus
Espèce
Tropidophorus perplexus est une espèce de sauriens de la famille des Scincidae.

## Répartition
Cette espèce est endémique de Bornéo. Elle se rencontre au Kalimantan en Indonésie et dans les États du Sabah et du Sarawak en Malaisie orientale.

## Étymologie
Le nom spécifique perplexus vient du latin perplexus, embrouillé, en référence au fait que la squamation de la tête de ce saurien est identique à celle de Tropidophorus brookei.

## Publication originale
- Barbour, 1921 : A new Bornean lizard. Proceedings of the New England Zoölogical Club, vol. 7, p. 87-88 (texte intégral).